# Onthophagus natronis
Onthophagus natronis är en skalbaggsart som beskrevs av Yves Cambefort 1984. Onthophagus natronis ingår i släktet Onthophagus och familjen bladhorningar. Inga underarter finns listade i Catalogue of Life.